# Serbski Kościół Prawosławny
Serbski Kościół Prawosławny (serb. Српска православна црква), także Patriarchat Serbski – jeden z kanonicznych Kościołów prawosławnych, obejmujący swoją jurysdykcją parafie prawosławne na terenie Serbii. W dyptychu lokalnych autokefalicznych cerkwi prawosławnych wymieniany na miejscu 6. według dyptychu greckiego, a na miejscu 7. według dyptychu rosyjskiego. Spowodowane jest to różnymi terminami uznania autokefalii przez Konstantynopol i Moskwę.
Od 18 lutego 2021 zwierzchnikiem Serbskiego Kościoła Prawosławnego jest patriarcha Porfiriusz, któremu przysługuje tytuł: Jego Świątobliwość arcybiskup Peci, metropolita belgradzko-karłowicki, patriarcha serbski.

## Historia

### Początki

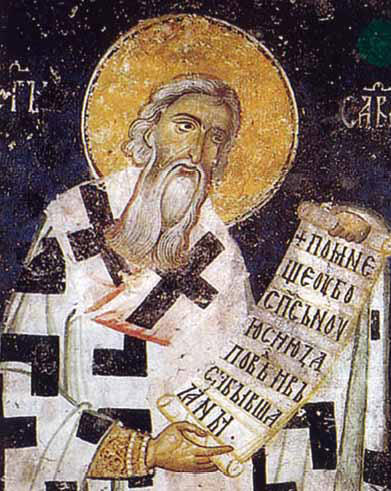
Święty Sawa

Według kościelnej tradycji pierwszymi misjonarzami chrześcijańskimi na Bałkanach byli apostoł Andrzej i św. Paweł oraz jego uczeń Tytus. Ostateczne umocnienie obecności chrześcijaństwa na tym obszarze miało miejsce po misji Cyryla i Metodego oraz wskutek działalności misjonarzy z Bizancjum. Po oficjalnym chrzcie Serbów, jaki miał miejsce za panowania Mutimira (w 879 lub 880), na zamieszkiwanym przez nich terytorium powstały pierwsze eparchie Patriarchatu Konstantynopolitańskiego. Po podbojach Symeona I Wielkiego struktury te stały się częścią Bułgarskiego Kościoła Prawosławnego. Z kolei po klęsce Bułgarów w wojnach z Bizancjum za czasów cesarza Bazylego Bułgarobójcy ponownie włączono je do Patriarchatu Konstantynopolitańskiego. Językiem liturgicznym Kościoła na terytorium serbskim był cerkiewnosłowiański.

### Uzyskanie autokefalii
Decydujące znaczenie dla historii Kościoła miało panowanie dynastii Nemaniczów. Pierwszy z dynastii Stefan Nemania wspierał rozwój Kościoła wschodniego na rządzonym przez siebie terytorium. Jego następca, Stefan Pierwszy Koronowany, w 1219 uzyskał zgodę (potwierdzoną w 1229) Patriarchatu Konstantynopolitańskiego na powstanie autokefalicznego Serbskiego Kościoła Prawosławnego kierowanego przez arcybiskupów. Pierwszym zwierzchnikiem Cerkwi serbskiej został młodszy brat Stefana, Sawa. Kierował on Kościołem serbskim przez czternaście lat, przyczyniając się do utrwalenia tradycji ścisłej współpracy świeckich i kościelnych władz Serbii. Pierwszą siedzibą arcybiskupów był monaster Žiča. Po swojej śmierci Sawa stał się najbardziej czczonym w Serbii świętym.
W 1346, po przyjęciu przez Stefana Urosza IV Duszana tytułu cara, Kościół serbski stał się patriarchatem. Decyzję tę ogłoszono na soborze w Skopju w obecności delegatów monasterów Athosu, zwierzchników Bułgarskiego Kościoła Prawosławnego i Arcybiskupstwa Ochrydzkiego, bez porozumienia z patriarchą Konstantynopola. Stąd patriarcha Kalikst w 1352 uznał Serbski Kościół Prawosławny za niekanoniczny i zmienił tę decyzję w roku następnym, po rozmowach z reprezentantami nowego patriarchatu.

### Pod panowaniem tureckim
Po opanowaniu ziem serbskich przez Turków Patriarchat Serbski został nieoficjalnie zlikwidowany, następnie w 1557 zalegalizowany ponownie. Część monasterów i cerkwi Kościoła została zamknięta, zaadaptowana na meczety lub zniszczona, prawosławni Serbowie byli represjami nakłaniani do przyjęcia islamu. W 1594 pod Belgradem władze tureckie spaliły relikwie św. Sawy. Duchowni prawosławni byli zaangażowani w serbski ruch narodowowyzwoleńczy, stąd w 1776 Patriarchat Serbski został ponownie zlikwidowany i podporządkowany Patriarchatowi Konstantynopolitańskiemu. Biskupi serbscy zostali usunięci z katedr i zastąpieni duchownymi greckimi. Język koine został również wprowadzony na stałe do praktyki liturgicznej.
Z powodu różnej sytuacji politycznej ziem zamieszkiwanych przez Serbów, na terytorium Patriarchatu Serbskiego w XVIII i XIX wieku obok podległych Patriarchatowi Konstantynopolitańskiemu terenów, powstały także: autonomiczne Metropolia Czarnogórska (w Czarnogórze), Metropolia Karłowicka (zrzeszająca prawosławnych Serbów w Austrii, a następnie Austro-Węgrzech) oraz półautonomiczne struktury na ziemiach macedońskich i chorwackich. Metropolia belgradzka posiadała od 1831 status autonomiczny i ponownie była zarządzana przez duchownych narodowości serbskiej.

### W niezależnej Serbii i w Jugosławii
W 1878, w związku z odzyskaniem niepodległości przez Serbię, patriarcha konstantynopolitański Joachim III nadał autokefalię Serbskiemu Kościołowi Prawosławnemu w granicach Serbii (metropolii belgradzkiej), bez włączenia do niego serbskich eparchii w Austro-Węgrzech, gdzie nadal działała Metropolia Karłowicka, i w Czarnogórze. Patriarchat Serbski dzielił się wówczas na 21 eparchii oraz prowadził struktury zamiejscowe w Stanach Zjednoczonych i Kanadzie. Do zjednoczenia serbskich administratur doszło po powstaniu Królestwa Serbów, Chorwatów i Słoweńców. 30 sierpnia 1920 w Sremskich Karlovcach ogłoszono odnowienie Patriarchatu w nowych granicach. Patriarchą serbskim został Dymitr (Pavlović), dotąd metropolita belgradzki, który przyjął tytuł arcybiskupa Peci, metropolity belgradzko-karłowackiego, patriarchy Serbii.

### II wojna światowa. Funkcjonowanie Kościoła w Jugosławii i po jej upadku

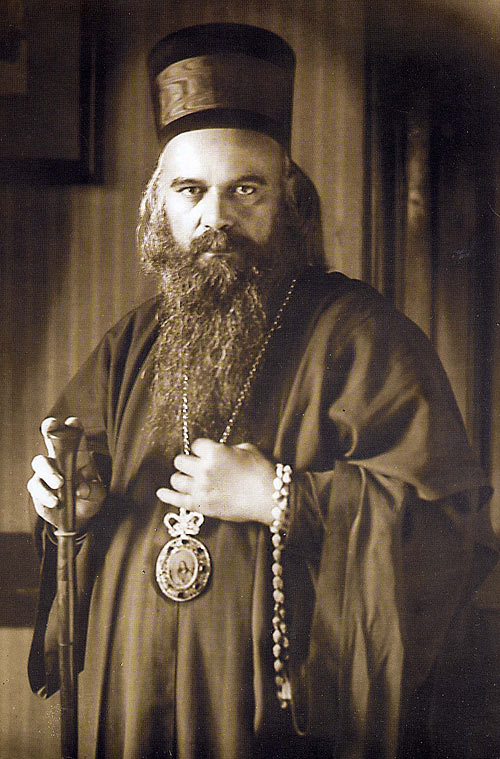
Mikołaj (Velimirović)

Po powstaniu w 1941 Niezależnego Państwa Chorwackiego prawosławni Serbowie stali się ofiarami gwałtownych represji ze strony chorwackich nacjonalistów. Kilku hierarchów Serbskiego Kościoła Prawosławnego (metropolita Dabaru i Bośni Piotr, metropolita Zagrzebia Dosyteusz, biskup banjalucki Platon, biskup górnokarłowicki Sawa) zostało zamordowanych. Władze chorwackie zainicjowały powstanie rozłamowego Chorwackiego Kościoła Prawosławnego, który działał do upadku Niezależnego Państwa Chorwackiego w 1945.
W socjalistycznej Jugosławii państwo i Kościół zostały oddzielone, zaś rola Patriarchatu Serbskiego w życiu społecznym gwałtownie spadła. Władze Jugosławii wymusiły powstanie autokefalicznego Kościoła prawosławnego w Macedonii, którego kanoniczności nie uznał Serbski Kościół Prawosławny. Nigdy nie podjęły jednak próby całkowitej likwidacji Kościoła prawosławnego w kraju (prawosławni stanowili najliczniejszą grupę wyznaniową w wielowyznaniowej Jugosławii). W pierwszych latach istnienia socjalistycznej Jugosławii Serbski Kościół Prawosławny cieszył się znaczną niezależnością. Do lat 70. wysokie urzędy w hierarchii cerkiewnej mogli piastować duchowni niebędący zwolennikami władz, jednak ich publiczne wystąpienia były ograniczane zarówno przez władze, jak i przez Synod Kościoła.
Od lat 80. XX wieku Serbski Kościół Prawosławny mógł prowadzić działalność duszpasterską w sposób nieskrępowany i ponownie silnie zaangażował się w życie publiczne, propagując m.in. idee serbskiego nacjonalizmu (świętosawie). Był to wynik sojuszu między Cerkwią a tymi działaczami partyjnymi i państwowymi, którzy skłaniali się ku odrzuceniu jugoslawizmu na rzecz nacjonalizmu serbskiego, a zatem – zastąpienia komunizmu ideologią narodową opartą na prawosławiu. W teologii serbskiej dominującą pozycję przejęli zwolennicy i kontynuatorzy myśli biskupa Mikołaja (Velimirovicia) oraz mnicha Justyna (Popovicia), głoszący zdecydowaną krytykę materializmu, zachodnioeuropejskiego humanizmu, islamu i ruchu ekumenicznego, przedstawiający Kościół prawosławny jako nieodłączną część serbskiej tożsamości narodowej i zarazem moralny drogowskaz dla wszystkich Serbów. Pogląd ten dominował w myśli Kościoła w okresie wojen bałkańskich.
W okresie wojen bałkańskich (zwłaszcza wojny w Kosowie) Kościół poniósł znaczne straty materialne, tracąc szereg zniszczonych świątyń i klasztorów.

## Struktura administracyjna

Mapa podziału administracyjnego Serbskiego Kościoła Prawosławnego

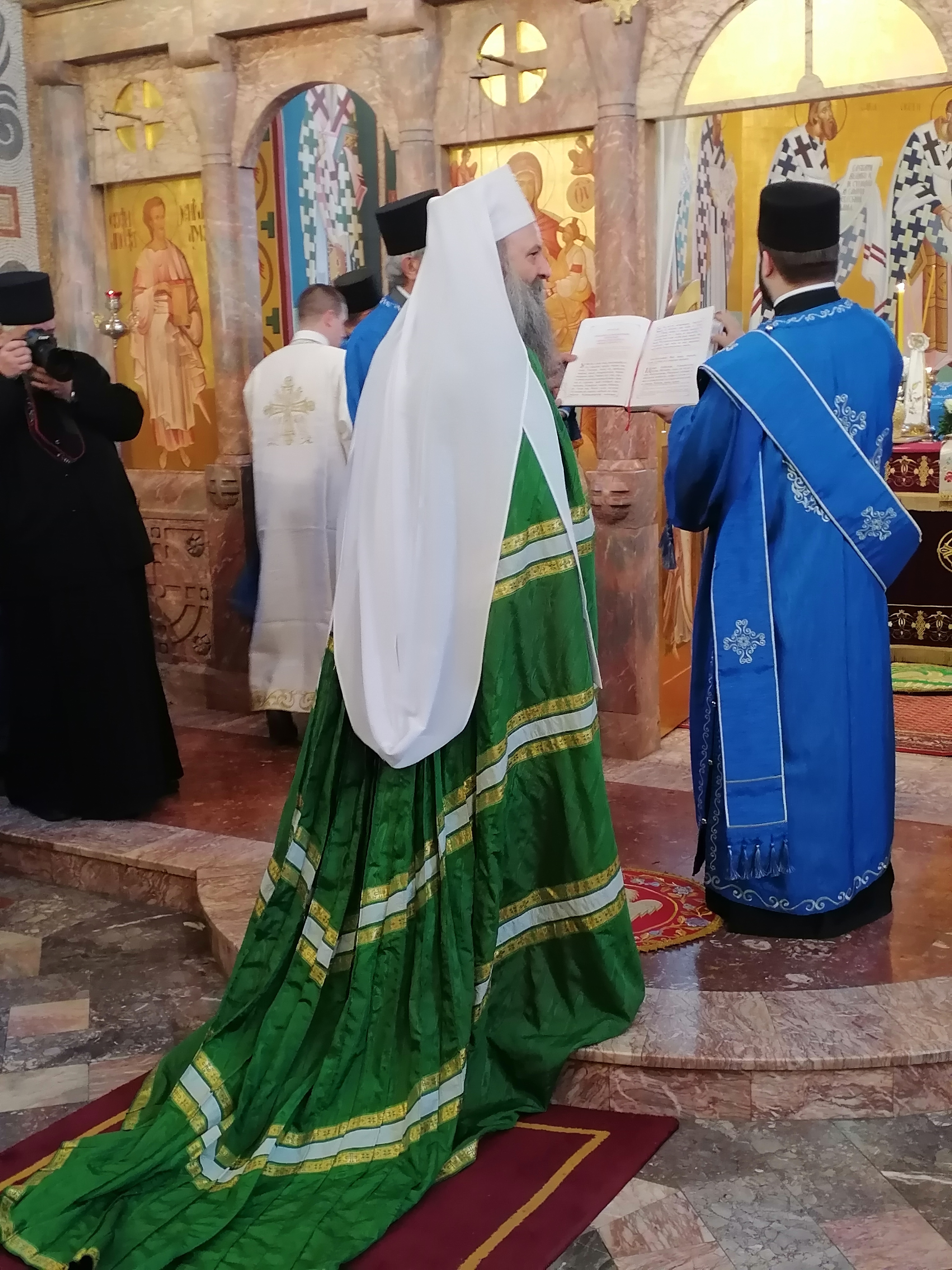
Patriarcha serbski Porfiriusz

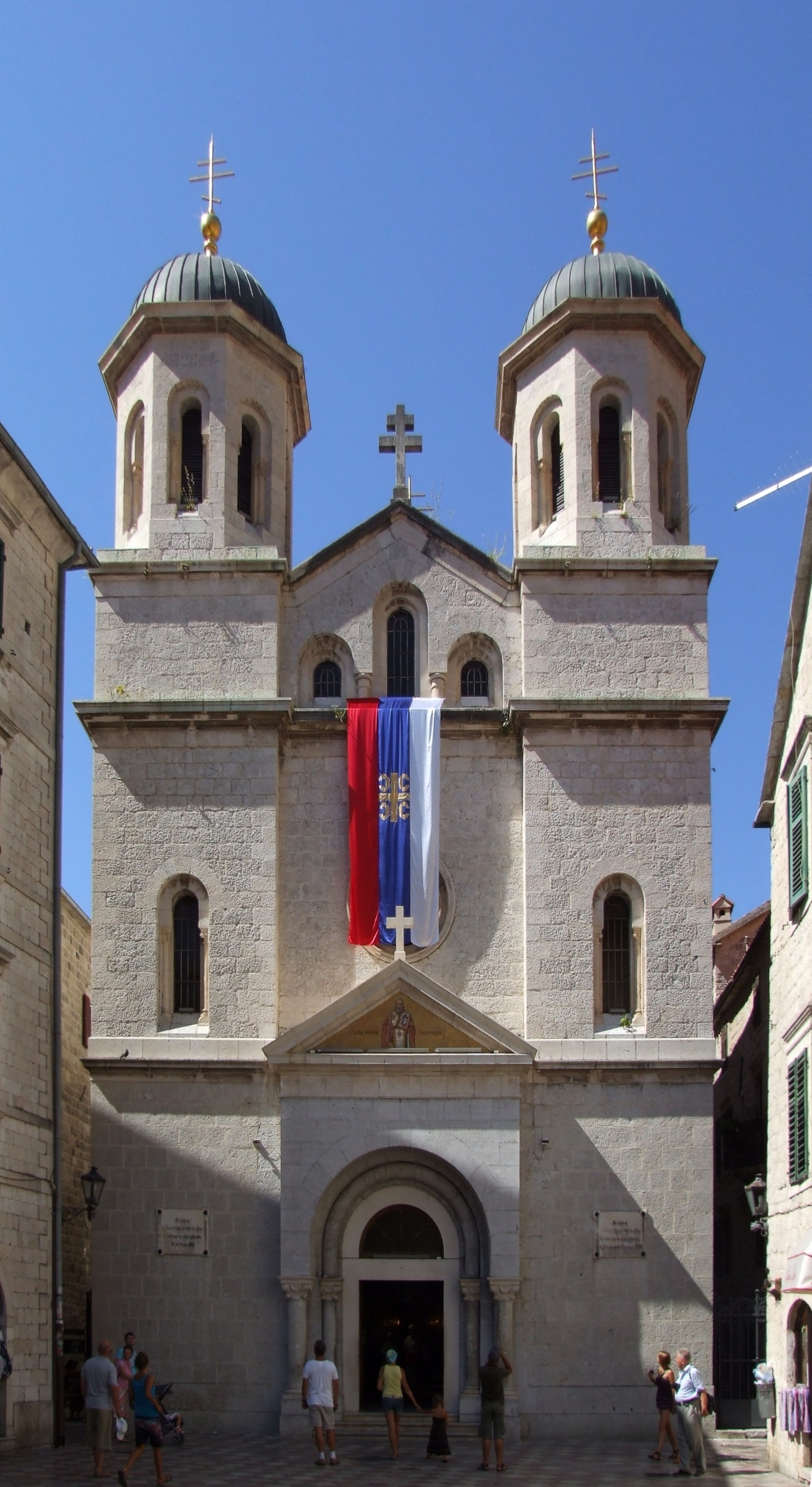
Katedra w Kotorze z flagą Serbskiego Kościoła Prawosławnego

Serbski Kościół Prawosławny obejmuje terytorium Serbii (z Kosowem), Czarnogóry, Chorwacji, Słowenii, Macedonii Północnej oraz Bośni i Hercegowiny. Posiada również parafie w Stanach Zjednoczonych, Kanadzie, Francji, Niemczech, RPA, Austrii, Belgii, Australii, Wielkiej Brytanii, Szwecji, Nowej Zelandii, Szwajcarii, we Włoszech, na Węgrzech, w Rumunii. Dzieli się na następujące eparchie:
- Archieparchia belgradzko-karłowicka, zwierzchnik: patriarcha Porfiriusz
- Metropolia zagrzebsko-lublańska, zwierzchnik: vacat
- Metropolia czarnogórsko-przymorska, zwierzchnik: metropolita Joannicjusz (Mićović)
- Metropolia Dabaru i Bośni, zwierzchnik: metropolita Chryzostom (Jević)
- Eparchia žicka, zwierzchnik: biskup Justyn (Stefanović)
- Eparchia szumadijska, zwierzchnik: biskup Jan (Mladenović)
- Eparchia šabacka, zwierzchnik: vacat
- Eparchia valjewska, zwierzchnik: biskup Hezychiusz (Rogić)
- Eparchia niska, zwierzchnik: biskup Arseniusz (Glavčić)
- Eparchia budzińska, zwierzchnik: biskup Lucjan (Pantelić)
- Eparchia timișoarska, zwierzchnik: vacat
- Eparchia górnokarlovacka, zwierzchnik: biskup Gerazym (Popović)
- Eparchia zwornicko-tuzlańska, zwierzchnik: biskup Focjusz (Sladojević)
- Eparchia sremska, zwierzchnik: biskup Bazyli (Vadić)
- Eparchia banjalucka, zwierzchnik: biskup Efrem (Milutinović)
- Eparchia baczka, zwierzchnik: biskup Ireneusz (Bulović)
- Eparchia raszko-prizreńska, zwierzchnik: biskup Teodozjusz (Šibalić)
- Eparchia bihacko-petrovacka, zwierzchnik: biskup Sergiusz (Karanović)
- Eparchia osjeczkopolska i barańska, zwierzchnik: biskup Cherubin (Đermanović)
- Eparchia timocka, zwierzchnik: biskup Justyn (Stefanović)
- Eparchia vrańska, zwierzchnik: biskup Pachomiusz (Gačić)
- Eparchia slawońska, zwierzchnik: biskup Jan (Ćulibrk)
- Eparchia braniczewska, zwierzchnik: biskup Ignacy (Midić)
- Eparchia dalmatyńska, zwierzchnik: biskup Nikodem (Kosović)
- Eparchia zahumsko-hercegowińska i nadmorska, zwierzchnik: Dymitr (Rađenović)
- Eparchia mileszewska, zwierzchnik: biskup Atanazy (Rakita)
- Eparchia banacka, zwierzchnik: biskup Nikanor (Bogunović)
- Eparchia kruševacka, zwierzchnik: biskup Dawid (Perović)
- Eparchia budimlańsko-nikšicka, zwierzchnik: biskup Metody (Ostojić)
- Eparchia francuska i zachodnioeuropejska, zwierzchnik: vacat
- Eparchia brytyjsko-skandynawska, zwierzchnik: biskup Dosyteusz (Motika)
- Eparchia Düsseldorfu i całych Niemiec, zwierzchnik: biskup Grzegorz (Durić)
- Eparchia zachodnioamerykańska, zwierzchnik: biskup Maksym (Vasiljević)
- Eparchia nowogračanicko-środkowozachodnioamerykańska, zwierzchnik: biskup Longin (Krčo)
- Eparchia wschodnioamerykańska, zwierzchnik: biskup Ireneusz (Dobrijević)
- Eparchia kanadyjska, zwierzchnik: biskup Mitrofan (Kodić)
- Metropolia australijsko-nowozelandzka, zwierzchnik: biskup Sylwan (Mrakić)
- Eparchia Buenos Aires, zwierzchnik: biskup Cyryl (Bojović)
- Eparchia austriacko-szwajcarska, zwierzchnik: Andrzej (Ćilerdžić)

Na terytorium Macedonii Północnej działa Arcybiskupstwo Ochrydzkie – autonomiczny Kościół podlegający Patriarchatowi Serbskiemu; jego zwierzchnikiem jest metropolita Jan (Wraniszkowski).
Serbski Kościół Prawosławny liczył w 2007 r. 3500 parafii obsługiwanych przez 1900 kapłanów. W 204 monasterach przebywało 230 mnichów i tysiąc mniszek.